# Кошелєв Василь Васильович
Василь Васильович Кошелєв (рос. Василий Васильевич Кошелев; 19 липня 1908 — 14 жовтня 1992) — радянський воєначальник, генерал-майор танкових військ (15.12.1943).

## Життєпис
Народився в селищі Анопіно, нині Гусь-Хрустального району Владимирської області Російської Федерації, в сім'ї робітників. Росіянин. Закінчив сільську школу у 1920 році, дослідно-показову школу у 1925 році і професійну школу в Сизрані у 1930 році.
У лавах РСЧА з листопада 1930 року: червоноармієць 3-го артилерійського полку 3-ї Туркестанської дивізії. Член ВКП(б) з липня 1931 року. У серпні 1931 року закінчив однорічну команду при артполку й призначений відповідальним секретарем партбюро 3-ї Туркестанської дивізії. З грудня 1932 року — політрук ескадрону, з квітня 1935 року — командир ескадрону 4-го окремого механізованого дивізіону Туркменської кавалерійської дивізії (Середньоазійський військовий округ).
З лютого по квітень 1938 року навчався на Курсах удосконалення політичного складу імені В. І. Леніна.
З квітня 1938 року — командир ескадрону 4-го механізованого дивізіону 18-ї гірськокавалерійської дивізії. З серпня 1938 року — командир окремого бронеескадрону цієї ж дивізії. Від 25 січня 1940 року — тво командира 33-го окремого бронетанкового дивізіону 18-ї гірськокавалерійської дивізії. Наказом НКО № 02352 від 26.05.1940 р. затверджений на посаді.
З 15 жовтня 1941 по січень 1942 року — слухач курсів Військової академії механізації і моторизації РСЧА.
З січня 1942 року — тво офіцера Генерального штабу РСЧА. Наказом НКО № 01893 від 14.03.1942 року призначений офіцером Генштабу при танковій дивізії, а наказом НКО № 04036 від 17.05.1942 року призначений старшим офіцером Генштабу при 23-му танковому корпусі. З 8 вересня 1942 року — в.о. начальника штабу 23-го танкового корпусу, наказом НКО № 06596 від 29.10.1942 року затверджений на посаді. З 16 жовтня по 28 листопада 1942 року — тво командира 23-го танкового корпусу, займався питаннями його формування. З 18 лютого 1943 року — в.о. начальника штабу 2-го танкового корпусу, наказом НКО № 03329 від 17.06.1943 року затверджений на посаді. З червня 1945 року — начальник штабу 8-ї гвардійської танкової дивізії.
З 17 січня 1947 по 22 грудня 1948 року — слухач Вищої військової академії імені К. Є. Ворошилова.
Наказом МЗС СРСР № 0320 від 14.03.1949 року призначений начальником Ташкентського танкового училища. Наказом ВМ СРСР № 0449 від 17.03.1950 року призначений начальником штабу 4-ї гвардійської механізованої армії. Наказом МО СРСР № 04554 від 08.08.1953 року призначений начальником Саратовського танкового училища. Наказом МО СРСР № 680 від 06.12.1957 року призначений начальником 4-го відділу Управління військово-навчальних закладів сухопутних військ Головного управління бойової підготовки сухопутних військ. З 19 серпня 1958 року — заступник начальника Управління військово-навчальних закладів сухопутних військ. З 24 грудня 1960 року — заступник начальника Управління військово-навчальних закладів сухопутних військ і позавійськової підготовки. З 14 листопада 1961 року — заступник начальника Управління військово-навчальних закладів сухопутних військ. З 22 грудня 1967 року — в розпорядженні Головкома Сухопутних військ.
Наказом МО СРСР № 0300 від 14.03.1968 року генерал-майор танкових військ В. В. Кошелєв звільнений у відставку за ст. 60б з правом носіння військової форми одягу.
Мешкав у Москві, де й помер. Похований на Троєкурівському цвинтарі.

## Нагороди
Нагороджений двома орденами Леніна (16.08.1936, 30.12.1956), шістьма орденами Червоного Прапора (02.12.1942, 18.10.1944, 16.02.1945, 05.05.1945, 15.11.1950, 22.02.1968), орденами Суворова 2-го ступеня (06.04.1945), Кутузова 2-го ступеня (10.01.1944), Вітчизняної війни 1-го ступеня (11.03.1985), Червоної Зірки (06.11.1945) і медалями.